# LG 옵티머스 미
LG 옵티머스 미(LG Optimus Me, LG P350)는 LG전자가 2011년 3월에 출시한 스마트폰이다.